# Дурново, Николай Николаевич
Никола́й Никола́евич Дурново́ (23 октября (4 ноября) 1876, Москва — 27 октября 1937, Сандармох под Медвежьегорском) — русский и советский лингвист, член-корреспондент АН СССР (1924), академик Белорусской АН (1928—1930, исключён). Труды по русской диалектологии, истории русского и славянских языков, русской морфологии, теории грамматики, а также по древнерусской литературе. Создал классификацию русских диалектов, в общих чертах принятую и современной наукой.

## Биография
Родился в семье Николая Николаевича Дурново, растратившего состояние на издание своих брошюр. По материнской линии, его прапрадед — священник П. Г. Святославский.
В 1895 году с серебряной медалью окончил 6-ю Московскую гимназию и поступил на историко-филологический факультет Московского университета. Во время учёбы получил золотую медаль за сочинение на тему «Повесть об Акире Премудром» (Ахиакар). Окончил Московский университет в 1899 году с дипломом 1-й степени и был оставлен на кафедре русского языка и литературы на два года; ученик Ф. Ф. Фортунатова и А. А. Шахматова.
В 1901 году вместе с учениками Ф. Ф. Фортунатова — Н. Н. Соколовым, Д. Н. Ушаковым и др. — организовал кружок по изучению и диалектологии русского языка, который в 1903 году был преобразован в Московскую диалектологическую комиссию при отделении языка и словесности Академии наук.
В 1904 году сдал магистерский экзамен и по прочтении пробных лекций был принят в число приват-доцентов Московского университета. В 1905 году был отмечен почётным отзывом Ломоносовской премии за диалектологическую работу посвященную описанию говора одной деревни. В университете читал курс диалектологии русского языка, вёл занятия по современному русскому языку и просеминары по древнерусской литературе.
В 1910 году из-за материальных трудностей Дурново перешёл в Императорский Харьковский университет, где преподавал на кафедре русского языка и словесности, оставаясь приват-доцентом и одновременно вёл преподавание на Высших женских курсах и частных гимназиях.
В мае 1915 возвратился в Московский университет. После смерти Ф. Е. Корша председателем Московской диалектологической комиссии стал Д. Н. Ушаков, а Дурново — его заместителем. В 1916 году защитил магистерскую диссертацию «Материалы и исследования по старинной литературе. I: К истории повести об Акире».
С 1918 по 1921 год Дурново работает профессором Саратовского университета. Защитил диссертацию «Диалектологические разыскания в области великорусских говоров» (1918) на учёную степень доктора наук в Петроградском университете.
Спасаясь от голода, вернулся в Москву, где три года жил на случайные гонорары. Смог издать за это время три основных своих труда — «Очерк истории русского языка», «Повторительный курс грамматики русского языка» и «Грамматический словарь». Начал работать в Комитете по составлению общедоступного словаря русского языка (до 1923). Дурново исследовал восточнославянские рукописи XI—XII века, собранные при этом данные послужили материалом для его позднейших работ по истории книжного церковнославянского языка.
В 1924 поехал в Чехословакию в 4-месячную командировку и остался там невозвращенцем. Занимался исследованиями в тесном контакте с членами Пражского лингвистического кружка, особенно Р. О. Якобсоном и Н. С. Трубецким, от которых воспринял идеи структурализма. Зимой 1924—1925 года на средства Чешской академии Дурново ездил в принадлежавшее Чехословакии Закарпатье для изучения украинских диалектов. Весной 1926 года как гостевой профессор прочёл курс в Университете Брно.
В Чехословакии Дурново не удалось получить постоянное место работы, в то же время группа деятелей белорусской науки и культуры предложила ему место профессора в Белорусском университете.
В конце 1927 года Дурново вернулся в СССР и с 1928 по 1930 работал в Минске. Был избран академиком БАН.
Однако вскоре пригласивших его деятелей объявили «буржуазными националистами» и Дурново уволили из университета и исключили из АН Белоруссии. Он уехал в январе 1930 года в Москву, где не смог получить постоянной работы. В Москве проживал в адресу Трубниковский переулок, дом 26, строение 1 (28 января 2018 года на этом доме была установлена памятная табличка в рамках проекта «Последний адрес»).

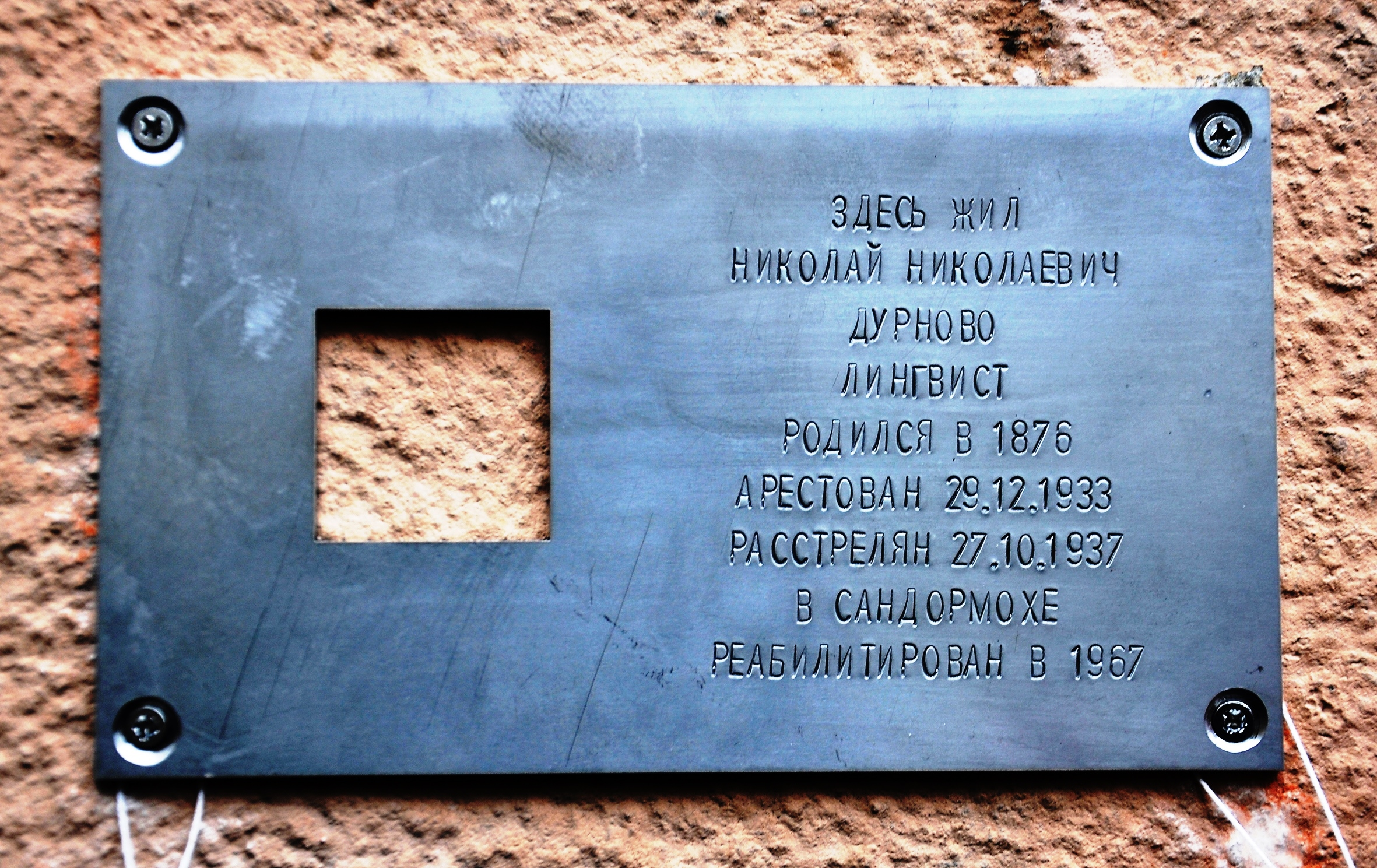
Последний адрес на доме, в котором жил Николай Дурново

28 декабря 1933 года Дурново и его старшего сына А. Н. Дурново арестовали по так называемому «делу славистов». В 1934 году был осуждён на 10 лет лагерей как «контрреволюционер» и отправлен в Соловецкий лагерь особого назначения. В заключении Дурново пытался заниматься научной работой, разбирал документы Соловецкого музея, писал сербохорватскую грамматику. В 1937 году был вторично осуждён, приговорён к расстрелу 9 октября 1937 года и расстрелян 27 октября 1937. В 1938 году были расстреляны оба его сына — Андрей и Евгений.
Жена — Екатерина Евгеньевна Рукина. Племянник — театровед Н. Г. Зограф.

## Вклад в науку
В начале своего научного пути Дурново занимался преимущественно русской диалектологией, он один из организаторов и активных участников Московской диалектологической комиссии. Предложенная Дурново классификация восточнославянских диалектов использовалась до 1960-х гг.; совместно с Д. Н. Ушаковым и Н. Н. Соколовым Дурново составил первую «Диалектологическую карту русского языка в Европе» (1915), положив тем самым начало картографического изучения русского, украинского и белорусского языков. Замечательны и его программы для собирания диалектного материала (образцы текстов и полевых записей).
Существенно его исследование южнорусского наречия, а также первое в науке о русских народных говорах подробное описание одного диалекта — говора села Парфенки бывшего Рузского уезда Московской губернии. Когда уже в советское время говор Парфенок был обследован вторично и сопоставлен с описанием Дурново, детальность и достоверность его описания помогли сделать выводы о закономерностях изменения народной речи.
Впоследствии он обратился к исторической грамматике русского языка; опубликовал несколько монографий на эту тему.
В области истории русского литературного языка Дурново высказал ряд новаторских идей, касающихся соотношения орфографической системы древнейших письменных памятников с фонетикой древнерусского языка: согласно Дурново, фонетические особенности живого языка отражаются в письменных текстах не напрямую, а как отклонения от орфографической нормы, которая может в разных памятниках быть различной. Данная концепция в настоящее время развивается, в частности, В. М. Живовым, который подготовил новое издание работ Дурново по истории русского языка (2000).
Дурново один из первых лингвистов начал профессионально заниматься синхронной морфологией русского языка. Ему принадлежит опыт первого в России (и одного из первых в мире) словаря лингвистической терминологии («Грамматический словарь»). Ряд описательных решений Дурново (по вопросам о составе русских падежей, о трактовке категорий рода и числа в русском языке, слов pluralia tantum и др.) в дальнейшем были использованы в современных моделях русской морфологии (прежде всего, в работах А. А. Зализняка).

### Основные публикации
Перу Н. Н. Дурново принадлежит около 200 работ, в том числе более десятка книг и больших монографий. Однако многие поздние работы его утеряны.
- Записки по истории русского языка. — Харьков: Типо-лит. С. Иванченко, 1911. — 107 с.
- Краткий очерк русской диалектологии. Харьков, 1914.
- Очерк русской диалектологии. М., 1915. (совместно с Д. Н. Ушаковым и Н. Н. Соколовым).
- Очерк истории русского языка. М.—Л., 1924. 2-е изд.: Гаага, 1959. 3-е изд.: Париж, 1962. (Также в [Дурново 2000])
- Грамматический словарь. М., 1924. 2-е изд.: М.: Флинта, 2001.
- Введение в историю русского языка. [Брно], 1927. 2-е изд.: М.: Наука, 1969. книга в сети
- Избранные работы по истории русского языка. М.: Языки славянской культуры, 2000. (Studia philologica). книга в сети

## Комментарии
1. ↑  Его отец — Н. Н. Дурново (старший) (1842—1919) — титулярный советник; был сыном ротмистра Николая Аполлоновича Дурново (1816—1861) и графини Е. Н. Салтыковой. Его мать — помещица Елизавета Николаевна Вельяминова. В семье было три сына: старший сын Николай (будущий академик), Михаил (учитель математики в Рыбинске, в 1912 году был председателем рыбинского совета Всероссийского Национального Союза) и Василий (штабс-капитан, служил на Московско-Сызранско-Пензенской железной дороге). В 1879—1886 годы был редактором-издателем московской газеты «Восток». Он — автор ряда книг, вышедших под псевдонимом Н. Д. и Orthodox (Н. Д.) (только в 1909 году):
  - Государства и народы Балканского полуострова. Их прошедшее, настоящее и будущее и болгарская кривда. Исторические, этнографические и полемические статьи, посвященные восточному вопросу. М.: тип. Э. Лисснера и Ю. Романа, 1890
  - Иерархия всероссийской церкви от начала христианства в России и до настоящего времени. М.: тип. Э. Лисснера и А. Гешеля. В 3-х тт. 1892—1898
  -  N. N. Dournowo Имеют ли болгары исторические права на Македонию, Фракию и старую Сербию? М.: тип. Э. Лисснера и Ю. Романа, 1895
  - Болгарская пропаганда в Македонии и македонский вопрос. М.: тип. И. А. Баландина, 1899
  - Антихристианская проповедь. М.: тип. «Русская печатня» Я. М. Сарандинаки, 1909
  - Судьбы грузинской церкви: (По вопросу о Грузинской церковной автокефалии) Москва: Русский стяг, 1907. 103 с.
  - Русская панславистская политика на православном Востоке и в России. М.: Тип. «Русская печатня», Арбат, д. Толстого. 1908
  - Исторический очерк автокефальных Церквей: Иверской и Имеретинской, со списками 120 епархий и Католикосов Мцхетских и Имеретинско-Абхазских. М., 1910
  - Протоиерей И. И. Восторгов и его политическая деятельность. М., 1908
  - Дурново Н. Н. Новые подвиги протоирея И. И. Восторгова и его оправдание. М., 1909.

Дурново очень часто был на фабрике Богородско-Глуховской мануфактуры у Арсения Ивановича Морозова — см. Альманах «Богородский край» № 3 (96) Архивная копия от 15 июня 2009 на Wayback Machine